# Julien Anziani
 (février 2024).
Si vous disposez d'ouvrages ou d'articles de référence ou si vous connaissez des sites web de qualité traitant du thème abordé ici, merci de compléter l'article en donnant les références utiles à sa vérifiabilité et en les liant à la section « Notes et références ».
Julien Anziani, né le 23 juin 1999 à Ajaccio en France, est un footballeur français qui joue au poste de milieu central au Sarıyer SK

## Biographie

### Carrière en club
Natif d'Ajaccio, Julien Anziani joua sous les couleurs du GFC Ajaccio, son premier club. Le 1er juillet 2017, à l'âge de 18 ans, il intègre l'équipe première du club et signe par la même occasion son premier contrat professionnel. Le 19 septembre 2017, il joua son premier match professionnel lors d'un match de Ligue 2 face au Stade de Reims.  
Après trois saisons en Corse, il signe le 1er juillet 2020 à l'US Avranches évoluant alors en National 3. Le 4 août 2021, il retourne sur ses terres natales et signe au FC Borgo évoluant en National 1.   
Le 1er juillet 2022, il retrouve le monde professionnel en signant à l'USL Dunkerque, fraîchement promu en Ligue 2. Le 7 octobre 2023, il inscrit son premier but professionnel lors d'une défaite 4-3 en championnat contre l'US Concarneau. 